# 天津增三
天鵝座22，又名BD+38 3817，HD 188892、SAO 69101、HR 7613，是天鵝座的一颗恒星，视星等为4.94，位于銀經73.9，銀緯5.19，其B1900.0坐标为赤經19h 52m 17.2s，赤緯+38° 5.19′ 15″。